# أبو القاسم الكاشاني

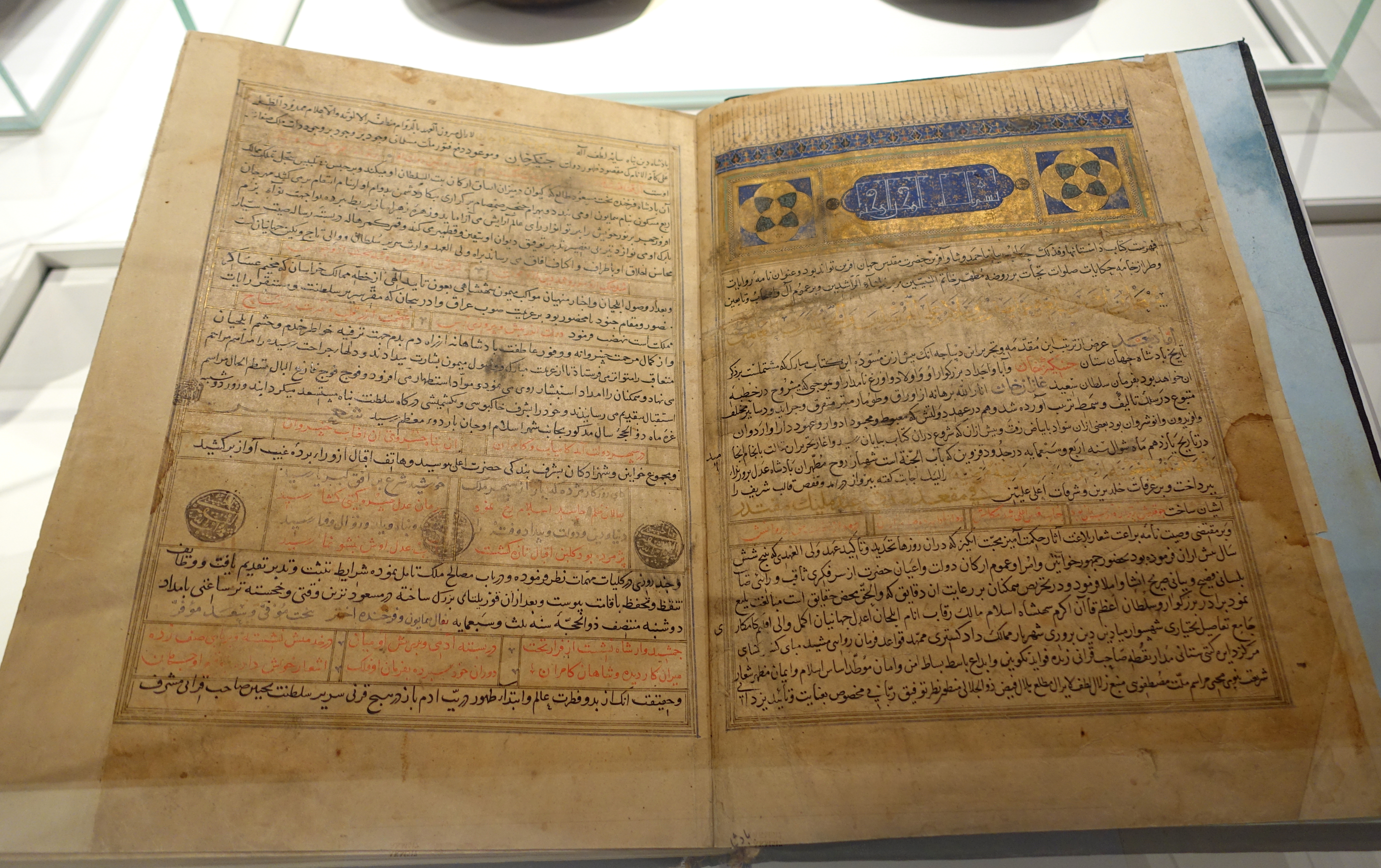
مخطوطة من القرن الخامس عشر للعمل التاريخي جامع التواريخ لرشيد الدين الهمداني، وقد قرأته الكاشاني واستشهد به في كتابته

أبو القاسم الكاشاني (بالفارسية: أبوالقاسم کاشانی؛ توفي بعد عام 1324) كان مؤرخًا فارسيًا من عائلة أبي طاهر، التي كانت نشطة في أواخر العصر الإلخاني (المغول الذين حكموا إيران). اشتهر بزعمه أن وزير الإلخانية رشيد الدين الهمداني قد سرق الفضل في العمل التاريخي جامع التواريخ. على الرغم من أن الدراسات الحديثة تعتبر رشيد الدين المؤلف الرئيس للعمل، إلا أنه يُعتقد عمومًا أنه تلقى مساعدة من العديد من المساعدين، بما في ذلك الكاشاني.
العمل الرئيس للكاشاني هو كتاب تاريخ أولجايتو، الذي يغطي فترة حكم أولجايتو حتى وفاته في عام 1316. وهنا يقدم الكاشاني اتهاماته ضد رشيد الدين. وبما أن رواية رشيد الدين عن هذا الحاكم في جامع التواريخ مفقودة، في حين أن عمل الكاشاني كامل، فإن هذا يعطي بعض المصداقية لادعاءات الكاشاني.

## قائمة الأعمال
1. زبدة التواريخ [ا] ('خلاصة التاريخ')، 1303، مخصصة للإلخان، تاريخ العالم الإسلامي حتى حصار بغداد ؛ معظمها غير منشور. [2] [5]
2. تاريخ أولياتو ، 1325، وهو سرد لعهد الإلخان. [2]
3. عرائض الجواهر ونفائس الأطايب ، وهو عمل في علم المعادن والأحجار الكريمة والعطور ، وقد أضيف إليه أطروحة قصيرة عن السيراميك. [2]

## الطبعات
- تاريخ العلوم ، محرر ماهين هامبلي، طهران 1969

## ملحوظات
1. ↑  Also transliterated as Zubdat al-tawārīkh.[5]

## الاستشهادات
1. ↑  Jones 2021، صفحة 10.
2. 1 2 3 4  Soucek 1983، صفحات 362–363.
3. 1 2  Melville 2008.
4. ↑  Davud & Nazerian 2008.
5. 1 2  Afshar 2003، صفحة 514.